# Gil Garcés II de Azagra
Gil Garcés II de Azagra fue hijo del matrimonio formado por Toda Ladrón y Gil Garcés de Azagra, sobrino de los dos primeros señores de Albarracín.

## Biografía
A la muerte de su padre sobre 1237, los dominios familiares castellanos y navarros quedaron encomendados a Rodrigo Jiménez de Rada, y los aragoneses a Jaime I, hasta poder liquidar las deudas de su padre fallecido. La propiedad sobre el castillo de Mira se mantendría, y Gil Garcés II ejercería como su segundo dueño y señor.
Como hombre de confianza de Alfonso X, este le encargó realizar un nuevo repartimiento en Moya, en 1257.
En 1258 compra por 4000 maravedís Gavá y Viladecans en Cataluña, y a principios de 1260, vende el castillo y la villa de Mira a Alfonso X, quien los agrega a la jurisdicción de Requena quedando como aldea suya. En el mismo año, el rey Jaime I le cede el castillo de Perputxent a cambio del castillo de Planes, dominio que el monarca le había concedido con anterioridad. 
En 1263 comanda con el merino mayor de Castilla, Diego López de Salcedo, el ataque por tierra a Cartagena. 
En 1266 participa junto el infante Pedro (el futuro Pedro III de Aragón) en la conquista definitiva del reino de Murcia. Según la crónica de Bernat Desclot, Gil Garcés II salvó la vida del infante durante la toma de la ciudad de Murcia. 
En 1273 había muerto ya Gil Garcés II, y sus albaceas disputaban en la corte real de Aragón su herencia con García Ortiz de Azagra, primo del difunto. Al no dejar descendientes legítimos, dejaría dispuesto en su testamento liquidar sus castillos y propiedades para saldar sus deudas materiales y morales.
El castillo y villa de Perpuchent salió a subasta el 12 de junio de 1273, en la localidad de Onteniente, tras treinta días de oferta pública, siendo vendido al mejor postor, Ramón de Riusec, ciudadano de Valencia, quien pagó 70 000 sueldos por él.
Gil Garcés II de Azagra mantuvo el espíritu cruzado de su padre, sobresaliendo como diplomático y administrador que le consagra como conductor de repartimientos y árbitro de litigios fronterizos entre los reinos de Castilla y Aragón.